# Daon
Daon és un municipi francès, situat al departament de Mayenne i a la regió del País del Loira. El 2021 tenia 523 habitants.